# Grant megye (Wisconsin)
Grant megye az Amerikai Egyesült Államokban, azon belül Wisconsin államban található. Megyeszékhelye Lancaster, legnagyobb városa Platteville. Lakosainak száma 51 938 fő (2020. április 1.). Grant megye Crawford, Lafayette, Richland, Iowa, Jo Daviess, Dubuque és Clayton megyékkel határos.

## Népesség
A megye népességének változása:
| Lakosok száma | 51 183 | 51 211 | 51 023 | 51 069 | 52 250 | 51 938 |
|               | 2010   | 2011   | 2012   | 2013   | 2015   | 2020   |